# Тохой (Джидинський район)
Тохой (рос. Тохой) — село Джидинського району Республіки Бурятія, Росія. Входить до складу Ойорського сільського поселення.
Населення — 261 особа (2015 рік).